# Dana Davis
Dana Davis (Davenport, 4 ottobre 1978) è un'attrice e doppiatrice statunitense.

## Biografia
Nata a Davenport, in Iowa (USA), ha frequentato la Davenport North High School e la Loyola Marymount University, laureandosi come violinista nel 2001. Debutta come attrice nel 2002, nel film No Prom for Cindy, dove interpreta il ruolo di Rose. Nel 2004 ha fatto parte del cast del film Nata per vincere, in cui era presente anche Hilary Duff, interpretando la co-protagonista, Denise Gilmore. In seguito partecipa a molte serie televisive, con ruoli di secondo piano, tra cui Raven, Una mamma per amica, The OC, Point Pleasant, Hidden Palms e The Nine.
Nel luglio del 2007, The Hollywood Reporter ha annunciato che Dana Davis si sarebbe unita al cast principale della seconda stagione della serie tv Heroes, interpretando Monica Dawson, personaggio descritto come «una giovane eroina disposta a dare tutto per aiutare la gente». Il personaggio è la nipote di D.L. Hawkins e Niki Sanders, nonché primo cugino di Micah Sanders, ed è in grado di emulare qualsiasi azione o movimento vede. Tuttavia l'attrice è uscita dal cast principale nella stagione successiva. Dopo l'esperienza in Heroes è comparsa in diverse serie TV, come Pushing Daisies, Criminal Minds e Bones, per poi ottenere un ruolo da co-protagonista in 10 cose che odio di te. Riguardo alla carriera cinematografica, nel 2005 ha partecipato al film Coach Carter e nel 2008 ha interpretato Lisa Hines nel film horror Che la fine abbia inizio.

## Filmografia

### Attrice

#### Cinema
- Nata per vincere (Raise Your Voice), regia di Sean McNamara (2004)
- Coach Carter, regia di Thomas Carter (2005)
- Che la fine abbia inizio (Prom Night), regia di Nelson McCormick (2008)

#### Televisione
- Raven (That's So Raven) – serie TV, episodio 2x18 (2004)
- The O.C. – serie TV, episodi 3x09-3x11 (2005-2006)
- Veronica Mars – serie TV, episodi 2x05-2x13 (2005-2006)
- The Nine – serie TV, 13 episodi (2006-2007)
- Heroes – serie TV, 6 episodi (2007)
- Bones – serie TV, episodio 4x18 (2009)
- Criminal Minds – serie TV, episodio 4x12 (2009)
- 10 cose che odio di te (10 Things I Hate About You) – serie TV, 20 episodi (2009-2010)
- Grey's Anatomy – serie TV, episodio 7x03 (2010)
- Franklin & Bash – serie TV, 30 episodi (2011-2013)
- Motorcity – serie TV, 9 episodi (2012-2013)
- Glee – serie TV, episodio 5x15 (2014)
- Una nuova Kim (The Right Girl) - film TV, regia di Bradford May (2015)

### Doppiatrice
- Marco e Star contro le forze del male (Star vs. the Forces of Evil) – serie TV, 21 episodi (2016-2019)
- Craig (Craig of the Creek) – serie TV (2018-in corso)
- She-Ra e le principesse guerriere (She-Ra and the Princesses of Power) – serie TV, 16 episodi (2018-2019)

## Doppiatrici italiane
Nelle versioni in italiano delle opere in cui ha recitato, Dana Davis è stata doppiata da:
- Letizia Scifoni in Nata per vincere, 10 cose che odio di te, Franklin & Bash
- Perla Liberatori in Heroes, Una nuova Kim
- Letizia Ciampa in Bones, Che la fine abbia inizio
- Gemma Donati in The Nine
- Alessia Amendola in CSI: Miami

Da doppiatrice è sostituita da:
- Monica Volpe in Craig
- Margherita De Risi in She-Ra e le principesse guerriere